# Boeing YAL-1 Airborne Laser
Pour les articles homonymes, voir ABL.
Le Boeing YAL-1 Airborne Laser (ABL), également appelé YAL-1A ou ALTM (pour airborne laser test bed, « banc d'essai pour laser aérien »), est une arme à énergie dirigée embarquée consistant en un laser fournissant une puissance de l'ordre du mégawatt et de type chimique iode-oxygène (en anglais, Chemical Oxygen Iodine Laser (en), COIL) développé pour l'US Air Force. Son objectif est la destruction de missiles en vol. Il fut testé entre 2002 et 2011.

## Développement
Dans les années 1980, un précurseur de l'ABL, un laser baptisé Airborne Laser Laboratory, fut monté sur le dos d'un KC-135A spécialement modifié pour démontrer la possibilité d'utiliser un laser à haute énergie embarqué sur un avion contre des cibles aériennes. L'appareil effectua des essais pendant 11 ans, détruisant cinq missiles air-air AIM-9 Sidewinder et un drone cible de la marine BQM-34A.
La maîtrise d'œuvre fut donnée à Boeing qui confia la conception des lasers à haute et basse énergie à Northrop Grumman, tandis que la partie avant de l'appareil contenant le système de contrôle du rayon fut confiée à Lockheed Martin, Boeing se réservant le système de gestion de bataille. Le programme ABL débuta en 1994 et le total du budget absorbé par celui-ci s'élève en 2010 à 6 milliards de dollars US. Une flotte de 7 Boeing était initialement prévue à la construction mais une annonce du secrétaire à la Défense Robert Gates le 6 avril 2009 annonça que le programme ne restera qu'au stade de recherche et développement et qu'un seul exemplaire sera construit.

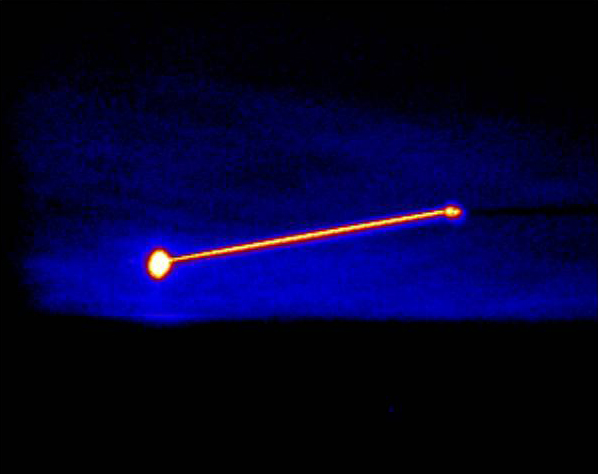
Image infrarouge du tir du 11 février 2010, de l'ABL sur un missile.

Le laser est embarqué sur un Boeing 747-400F modifié à partir de l'an 2000 dont le premier vol a lieu le 18 juillet 2002. Le 11 février 2010 à 20 h 44 PST, le laser intercepte pour la première fois un missile balistique à carburant liquide – en l'occurrence un missile Scud, lancé depuis une plate-forme en mer – au-dessus de la Californie. Pour ce test l'appareil décolla de la base aérienne d'Edwards puis rejoignit le Western Sea Range au large des côtes de la Californie avant de diriger son laser sur le missile en phase d'accélération. La distance entre l'avion tireur et le missile n'a pas été précisée.

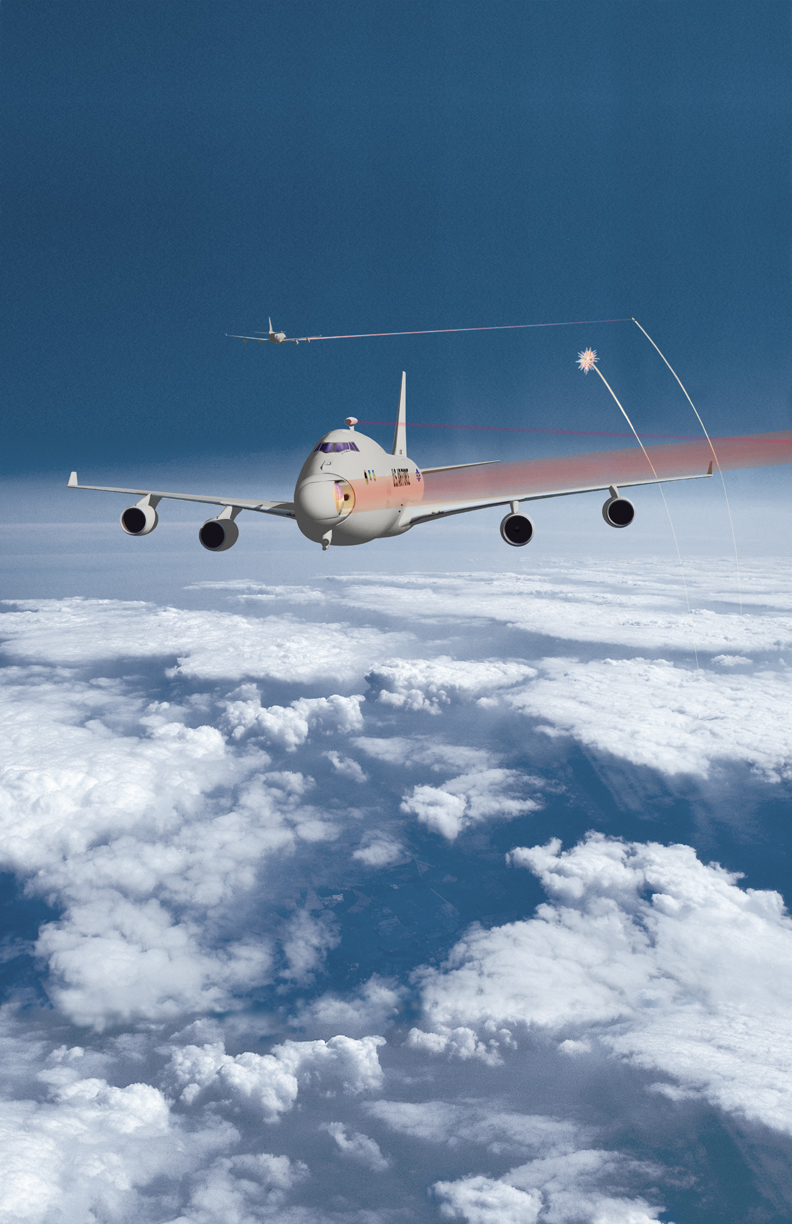
Concept du Boeing YAL-1ABL

Un rapport de 2003 réalisé par le American Physical Society sur la défense par missile américaine (dans le cadre du National Missile Defense) montre qu'un tel laser pourrait atteindre des missiles balistiques à propulsion liquide à une distance de 600 km, et à 300 km pour ceux à propulsion solide.
Le programme est arrêté en décembre 2011. Le dernier vol du YAL-1 a lieu le 14 février 2012 à destination de la Davis-Monthan Air Force Base où il est pris en charge par le service de stockage 309th Aerospace Maintenance and Regeneration Group.

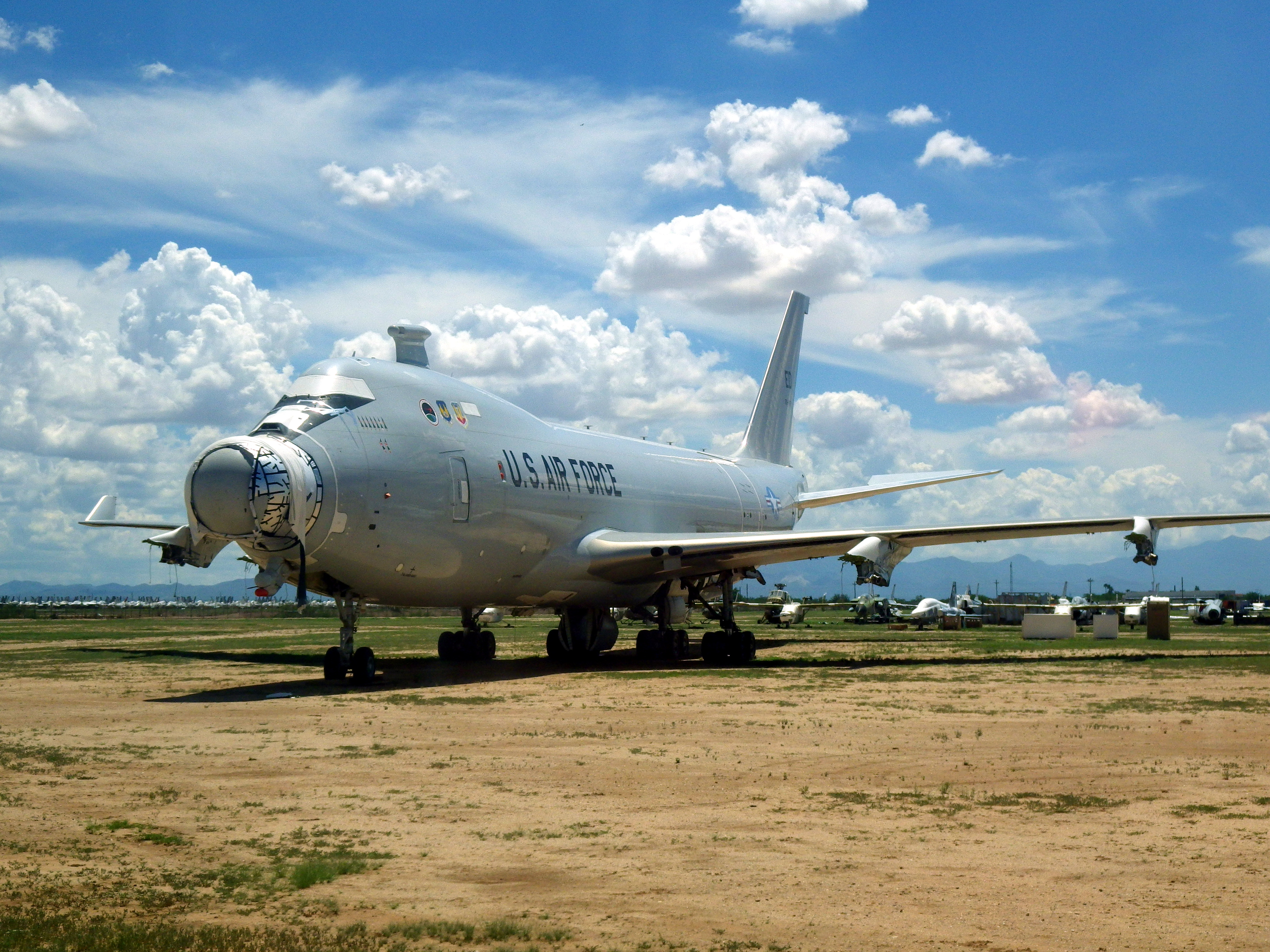
YAL-1 AMARG

## Fonctionnement
Le système est constitué d'un laser de type chimique iode-oxygène (en anglais, Chemical Oxygene Iodine Laser : COIL) d'une puissance de 1 MW, d'un télescope de 1,5 m de diamètre et de 5 443 kg, et sont montés dans une tourelle dans le nez de l'appareil.
L'ABL utilise des capteurs infrarouges pour détecter le missile. Trois lasers de faible puissance suivent alors le missile ainsi que les perturbations atmosphériques pour déterminer sa position et sa vitesse. L'ABL doit se situer dans un rayon de 100 km de l'origine du tir afin de déterminer la trajectoire exacte du missile. Après quoi le laser principal est déclenché pendant 3 à 5 secondes depuis une tourelle située sur le nez de l'appareil ; il chauffe l'enveloppe du missile, perturbant ainsi sa pénétration dans l'air, et permettant sa destruction.
Le système ne peut intercepter que des missiles en phase d'accélération soit quelques secondes après leur lancement, il ne peut en aucun cas les détruire en phase terminale de descente.